# Matthew Griffin
Pour les articles homonymes, voir Griffin.
Matthew Griffin, surnommé Matt, né le 1er janvier 1981 à Blarney est un pilote automobile irlandais. Il a notamment participé à six reprises aux 24 Heures du Mans. Il s'est spécialisé dans le pilotage de voitures de grand tourisme, en particulier les Ferrari,.

## Carrière
En janvier 2012, il remporte la première édition des 12 Heures d'Abou Dabi.
En 2013, il est engagé dans quatre championnats différents : British GT, championnat du monde d'endurance FIA, European Le Mans Series, International GT Open. En juin, il dispute les 24 Heures du Mans en catégorie GTE Am, avec Jack Gerber et Marco Cioci. À bord de la Ferrari 458 Italia GT2 d'AF Corse, l'équipage se classe vingt-septième du classement général,.
En 2014, il est nommé à l'International Driver of the Year au Dunlop Motorsport Awards. En janvier 2016, il pilote aux 24 Heures de Dubaï.
En 2017, il est titularisé au sein du Clearwater Racing pour piloter la Ferrari 488 GTE en championnat du monde d'endurance FIA avec Keita Sawa et Mok Weng Sun. En parallèle il participe également à l'European Le Mans Series avec Spirit of Race.
En janvier 2018, il est annoncé pour piloter la Ferrari 488 GT3 de Risi Competizione en catégorie GTD aux 24 Heures de Daytona.

### Résultats aux 24 Heures du Mans
| Année | Écurie            | Voiture                | Équipier           | Équipier               | Classement | Cause de l’abandon              |
| ----- | ----------------- | ---------------------- | ------------------ | ---------------------- | ---------- | ------------------------------- |
| 2012  | AF Corse          | Ferrari 458 Italia GTC | Nicola Cadei       | Piergiuseppe Perazzini | Abandon    | Accident                        |
| 2013  | AF Corse          | Ferrari 458 Italia GT2 | Jack Gerber        | Marco Cioci            | 27e        |                                 |
| 2014  | RAM Racing        | Ferrari 458 Italia GT2 | Álvaro Parente     | Federico Leo           | Abandon    | Dommages à la boîte de vitesses |
| 2015  | AF Corse          | Ferrari 458 Italia GT2 | Duncan Cameron     | Alex Mortimer          | Abandon    | Panne                           |
| 2016  | AF Corse          | Ferrari 458 Italia GT2 | Duncan Cameron     | Aaron Scott            | 43e        |                                 |
| 2017  | Clearwater Racing | Ferrari 488 GTE        | Weng Sun Mok       | Keita Sawa             | 31e        |                                 |
| 2018  | Clearwater Racing | Ferrari 488 GTE        | Weng Sun Mok       | Keita Sawa             | 36e        |                                 |
| 2019  | Clearwater Racing | Ferrari 488 GTE        | Luís Pérez Companc | Matteo Cressoni        | 37e        |                                 |
| 2020  | Spirit of Race    | Ferrari 488 GTE Evo    | Duncan Cameron     | Aaron Scott            | Abandon    | Crevaison                       |
| 2021  | Spirit of Race    | Ferrari 488 GTE Evo    | Duncan Cameron     | David Perel            | 59e        |                                 |

### Résultats à Sebring
| Année | Écurie         | Voiture                | Équipier    | Équipier       | Équipier    | Classement | Raison de l’abandon |
| ----- | -------------- | ---------------------- | ----------- | -------------- | ----------- | ---------- | ------------------- |
| 2014  | Spirit of Race | Ferrari 458 Italia GT3 | Jack Gerber | Michele Rugolo | Marco Cioci | 39e        |                     |